# Stolonica laboutei
Stolonica laboutei är en sjöpungsart som först beskrevs av Monniot 1978.  Stolonica laboutei ingår i släktet Stolonica och familjen Styelidae. Inga underarter finns listade i Catalogue of Life.